# Campeonato Paulista de Futebol de 1953
O Campeonato Paulista de Futebol de 1953 foi a 13.ª edição do campeonato organizado pela Federação Paulista de Futebol. Teve o São Paulo como campeão, e Humberto Tozzi do Palmeiras como artilheiro, com 22 gols. O São Paulo sagrou-se campeão no dia 24 de janeiro de 1954, véspera do Quarto-centenário da cidade de São Paulo.

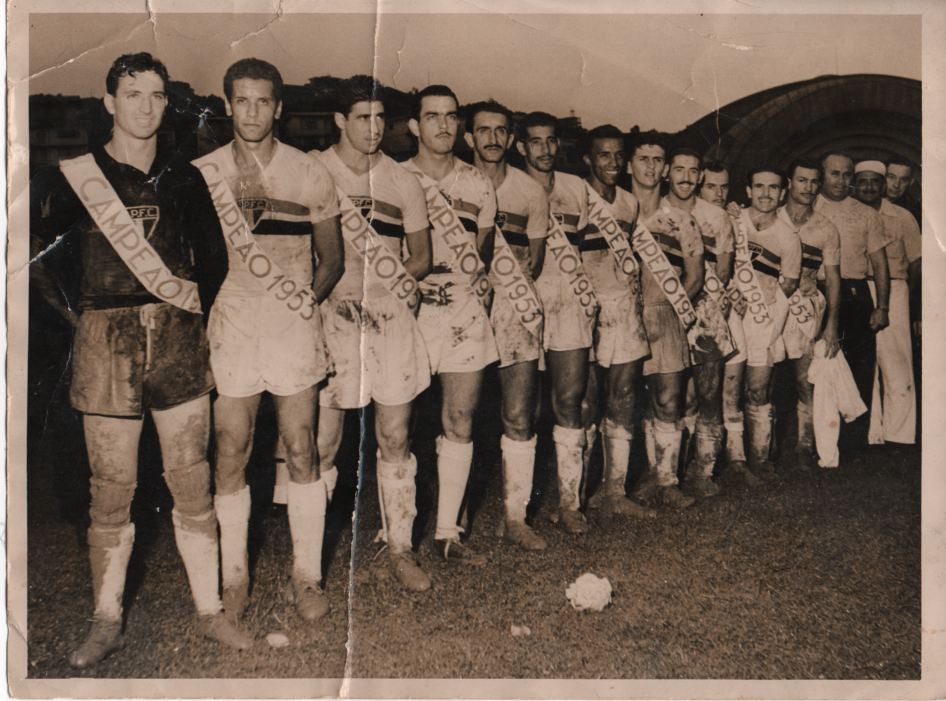
São Paulo campeão paulista de 1953

## Regulamento
Os participantes se enfrentam todos contra todos, em campeonato de pontos corridos disputado em turno e returno. Em caso de empate em pontos na primeira coocação ao final do torneio, haverá jogo-desempate. O último colocado é automaticamente rebaixado à Segunda Divisão. Os 3 últimos colocados logo após o último jogarão um triangular em turno único, onde o último colocado será rebaixado também.

## Participantes
Disputaram o Paulistão de 1953 15 times, quais sejam: O atual bicampeão Corinthians, o Palmeiras, o São Paulo Futebol Clube e a Associação Portuguesa de Desportos; completando o quadro de clubes da capital, havia o Clube Atlético Juventus, o Clube Atlético Ypiranga, o Nacional Atlético Clube e o Comercial Futebol Clube; da Cidade de Santos, no litoral, vieram o Santos Futebol Clube e a Associação Atlética Portuguesa Santista; do interior do estado vieram o Guarani Futebol Clube e a Associação Atlética Ponte Preta de Campinas; o Esporte Clube XV de Novembro de Piracicaba; o Esporte Clube XV de Novembro de Jaú; e o estreante campeão da Segunda Divisão, o Clube Atlético Linense de Lins.

## Disputa do título
Na metade final do segundo turno, São Paulo, Corinthians e Palmeiras eram os mais bem colocados. A 6 rodadas para o fim do campeonato, o São Paulo perdeu para a Portuguesa, dando esperanças ao Corinthians mas venceu seu jogo seguinte. O Corinthians precisaria de um milagre então: vencer seus próximos 5 jogos, torcendo para que o líder não pontuasse mais, porém perdeu o jogo seguinte por 4 a 3 para a Portuguesa e foi eliminado da disputa.
Sobrou o Palmeiras apenas como adversário ao São Paulo, mas ele perdeu o derbi para o já eliminado Corinthians, ficando a 4 pontos do líder, com apenas mais 6 pontos possíveis. Na antepenúltima rodada, ocorrida em 24 de janeiro de 1954, véspera do Quarto-centenário de São Paulo, o Palmeiras precisaria vencer a qualquer custo para ainda ter chances. Porém o Palmeiras empatou por 2 a 2 com a Portuguesa, chegando a 41 pontos e podendo chegar a, no máximo 45, enquanto o São Paulo foi à Vila Belmiro e venceu o Santos por 3 a 1, chegando a inalcançáveis 46 pontos, tornando-se campeão com dois jogos de antecedência.
Por sinal, o São Paulo venceu seus 5 últimos jogos, inclusive Corinthians e Palmeiras em confrontos diretos, numa reta final impecável.

## Camapnha do Campeão
- 19 de julho de 1953 São Paulo 6 x 1 Comercial (SP)
- 26 de julho de 1953 XV de Jaú 0 x 3 São Paulo
- 2 de agosto de 1953 São Paulo 1 x 1 XV de Piracicaba
- 9 de agosto de 1953 São Paulo 4 x 1 Nacional
- 16 de agosto de 1953 São Paulo 1 x 0 Juventus
- 30 de agosto de 1953 Guarani 0 x 3 São Paulo
- 5 de setembro de 1953 São Paulo 4 x 1 Ypiranga
- 13 de setembro de 1953 São Paulo 3 x 1 Palmeiras
- 16 de setembro de 1953 São Paulo 1 x 0 Ponte Preta
- 19 de setembro de 1953 São Paulo 4 x 2 Linense
- 27 de setembro de 1953 São Paulo 2 x 0 Portuguesa
- 4 de outubro de 1953 São Paulo 1 x 0 Corinthians
- 11 de outubro de 1953 Port. Santista 0 x 2 São Paulo
- 17 de outubro de 1953 São Paulo 4 x 1 Santos
- 1 de novembro de 1953 São Paulo 2 x 0 Comercial (SP)
- 8 de novembro de 1953 XV de Piracicaba 2 x 4 São Paulo
- 15 de novembro de 1953 São Paulo 3 x 0 Port. Santista
- 29 de novembro de 1953 Ponte Preta 0 x 0 São Paulo
- 6 de dezembro de 1953 São Paulo 1 x 0 Ypiranga
- 13 de dezembro de 1953 Linense 4 x 1 São Paulo
- 19 de dezembro de 1953 São Paulo 4 x 0 Nacional
- 23 de dezembro de 1953 São Paulo 3 x 1 XV de Jaú
- 3 de janeiro de 1954 Portuguesa 1 x 0 São Paulo
- 9 de janeiro de 1954 São Paulo 2 x 0 Juventus
- 16 de janeiro de 1954 São Paulo 3 x 2 Guarani
- 24 de janeiro de 1954 Santos 1 x 3 São Paulo
- 31 de janeiro de 1954 São Paulo 3 x 1 Corinthians
- 7 de fevereiro de 1954 São Paulo 2 x 1 Palmeiras

## Jogo do título
| 24 de janeiro de 1954 | Santos     | 1–3           | São Paulo                              | Vila Belmiro, Santos, SP          |
|                       | Álvaro 36' | Ficha técnica | Maurinho 21' · Albella 29' · Negri 81' | Árbitro: Querubim da Silva Torres |

- Santos: Barbosinha, Hélvio e Feijó; Pascoal, Formiga e Zito; Del Vecchio, Orlando, Álvaro, Vasconcelos e Tite. Técnico: Antoninho
- São Paulo: Poy, De Sordi e Mauro; Pé de Valsa, Bauer e Alfredo; Maurinho, Albella, Gino Orlando, Juan José Negri e Teixeirinha. Técnico: Jim Lopes

| Campeão Paulista de 1953 |
| ------------------------ |
| SÃO PAULO (7º título)    |

## Classificação final
| Classificação - Final | Classificação - Final  | Classificação - Final | Classificação - Final | Classificação - Final | Classificação - Final | Classificação - Final | Classificação - Final | Classificação - Final | Classificação - Final |
| Time | Time                   | PG                    | J                     | V                     | E                     | D                     | GP                    | GC                    | SG                    |
| --- | ---------------------- | --------------------- | --------------------- | --------------------- | --------------------- | --------------------- | --------------------- | --------------------- | --------------------- |
| 1 | São Paulo              | 50                    | 28                    | 24                    | 2                     | 2                     | 70                    | 21                    | 49                    |
| 2 | Palmeiras              | 43                    | 28                    | 19                    | 5                     | 4                     | 85                    | 45                    | 40                    |
| 3 | Corinthians            | 38                    | 28                    | 15                    | 8                     | 5                     | 60                    | 45                    | 15                    |
| 4 | Portuguesa             | 33                    | 28                    | 13                    | 7                     | 8                     | 60                    | 45                    | 15                    |
| 5 | Guarani                | 31                    | 28                    | 12                    | 7                     | 9                     | 39                    | 34                    | 5                     |
| 6 | Ponte Preta            | 28                    | 28                    | 10                    | 8                     | 10                    | 42                    | 36                    | 6                     |
| 7 | Santos                 | 27                    | 28                    | 12                    | 3                     | 13                    | 60                    | 52                    | 8                     |
| 8 | XV de Piracicaba       | 27                    | 28                    | 10                    | 7                     | 11                    | 58                    | 55                    | 3                     |
| 9 | Comercial de São Paulo | 26                    | 28                    | 10                    | 6                     | 12                    | 45                    | 44                    | 1                     |
| 10 | Linense                | 25                    | 28                    | 10                    | 5                     | 13                    | 51                    | 61                    | -10                   |
| 11 | XV de Jaú              | 24                    | 28                    | 10                    | 5                     | 13                    | 52                    | 64                    | -12                   |
| 12 | Ypiranga               | 19                    | 28                    | 6                     | 7                     | 15                    | 39                    | 64                    | -25                   |
| 13 | Juventus               | 19                    | 28                    | 6                     | 7                     | 15                    | 34                    | 66                    | -32                   |
| 14 | Portuguesa Santista    | 19                    | 28                    | 6                     | 7                     | 15                    | 34                    | 53                    | -19                   |
| 15 | Nacional               | 10                    | 28                    | 3                     | 4                     | 21                    | 42                    | 86                    | -44                   |
| PG - Pontos Ganhos; J - Jogos; V - Vitórias; E - Empates; D - Derrotas; GP - Gols Pró; GC - Gols Contra; SG - Saldo de Gols |                        |                       |                       |                       |                       |                       |                       |                       |                       |

|  |         |
|  | Campeão |

|  |            |
|  | Rebaixados |